# Rusko-turecká válka (1806–1812)
Rusko-turecká válka v letech 1806–1812 byla jedním z mnoha konfliktů mezi těmito zeměmi. Skončila připojením Besarábie k Rusku.
Válka vypukla v souvislosti s Napoleonskými válkami. Osmanská říše, která s Ruskem předtím utrpěla několik ponižujících porážek, se teď cítila povzbuzena rusko-rakouskou porážkou v bitvě u Slavkova, aby Rusku snížila náklonnosti Hospodarů (vládců) ve svých vazalských oblastech v Moldávii a Valašsku. Současně její francouzští spojenci obsadili Dalmácii a hrozilo, že budou využívat obě dunajská knížectví jako tranzitní oblasti do Ruska. Aby se zabránilo možnému postupu, obsadila ruská armáda 40 % území Moldávie a Valašska. Sultán reagoval blokádou úžiny Dardanely pro ruské lodě a vyhlásil Rusku válku.
Velká část ruské armády byla vázána na západních hranicích proti případné francouzské invazi. Přesto Kutuzov získal pro Rusko Besarábii Bukurešťskou smlouvou z 28. května 1812.